# Manta (gênero)
Manta é um gênero de peixes.

## Espécies
- Arraia Manta de Recife Manta alfredi (J. L. G. Krefft, 1868)
- Arraia Manta Oceânica Manta birostris (Walbaum, 1792)